# Outside Summer Festivals Tour
De Outside Summer Festivals Tour was een tournee van de Britse muzikant David Bowie, die in 1996 in Japan en Europa gehouden werd. Na de Outside Tour trad Bowie op in Japan, Rusland en IJsland voordat hij op Europese festivals ging spelen.
De show in Moskou op 18 juni 1996 werd opgenomen en een edit van 50 minuten werd later uitgezonden op de Russische televisie. De show in Sankt Goarshausen op 22 juni werd uitgezonden in het Duitse tv-programma Rockpalast en zes nummers van de show in Stratford-upon-Avon op 22 juli werden uitgezonden op BBC Radio. De shows in Tel Aviv op 3 juli en Balingen op 20 juli werden beiden uitgezonden op de radio in respectievelijk Israël en Duitsland.

## Personeel
- David Bowie: zang
- Reeves Gabrels: gitaar, achtergrondzang
- Gail Ann Dorsey: basgitaar, zang
- Zachary Alford: drums
- Mike Garson: keyboards, achtergrondzang

## Tourdata
| Datum        | Stad                | Land        | Locatie                                |
| Azië         | Azië                | Azië        | Azië                                   |
| ------------ | ------------------- | ----------- | -------------------------------------- |
| 4 juni 1996  | Tokio               | Japan       | Budokan Hall                           |
| 5 juni 1996  | Tokio               | Japan       | Budokan Hall                           |
| 7 juni 1996  | Nagoya              | Japan       | Century Hall                           |
| 8 juni 1996  | Hiroshima           | Japan       | Koseinenkin Hall                       |
| 10 juni 1996 | Osaka               | Japan       | Castle Hall                            |
| 11 juni 1996 | Kitakyushu          | Japan       | Kyusyu Koseinenkin Hall                |
| 13 juni 1996 | Fukuoka             | Japan       | Sun Palace                             |
| Europa       |                     |             |                                        |
| 18 juni 1996 | Moskou              | Rusland     | Kremlin Palace Concert Hall            |
| 20 juni 1996 | Reykjavik           | IJsland     | Laugardalshöll                         |
| 22 juni 1996 | Sankt Goarshausen   | Duitsland   | Loreley Festival                       |
| 23 juni 1996 | Lissabon            | Portugal    | Super Rock Festival                    |
| 25 juni 1996 | Toulon              | Frankrijk   | Le Zénith                              |
| 28 juni 1996 | Halle               | Duitsland   | Outside Festival                       |
| 30 juni 1996 | Roskilde            | Denemarken  | Roskilde Festival                      |
| 1 juli 1996  | Athene              | Griekenland | P.A.O. Stadium                         |
| 3 juli 1996  | Tel Aviv            | Israël      | Park HaYarkon                          |
| 5 juli 1996  | Torhout             | België      | Torhout Festival                       |
| 6 juli 1996  | Werchter            | België      | Rock Werchter                          |
| 7 juli 1996  | Belfort             | Frankrijk   | Eurockéennes                           |
| 9 juli 1996  | Rome                | Italië      | Stadio Olimpico                        |
| 10 juli 1996 | Fontvieille         | Monaco      | Chapiteau Espace                       |
| 12 juli 1996 | Escalarre           | Spanje      | Escalarre Festival                     |
| 14 juli 1996 | Sankt Pölten        | Oostenrijk  | St. Polten Festival                    |
| 16 juli 1996 | Rotterdam           | Nederland   | Sportpaleis Ahoy                       |
| 18 juli 1996 | Stratford-upon-Avon | Engeland    | Phoenix Festival Long Marston Airfield |
| 20 juli 1996 | Balingen            | Duitsland   | Ballingen Festival                     |
| 21 juli 1996 | Bellinzona          | Zwitserland | Bellinzona Open Air Festival           |

Afgelaste/verplaatste shows
- 15 en 16 juni 1996 - Sint-Petersburg, Rusland - White Nights Festival (afgelast)

## Gespeelde nummers
Van The Man Who Sold the World (1970)
- "The Man Who Sold the World"

Van Hunky Dory (1971)
- "Andy Warhol"

Van The Rise and Fall of Ziggy Stardust and the Spiders from Mars (1972)
- "Moonage Daydream"

Van Aladdin Sane (1973)
- "Aladdin Sane (1913-1938-197?)"

Van Diamond Dogs (1974)
- "Diamond Dogs"

Van Low (1977)
- "Breaking Glass"

Van "Heroes" (1977)
- ""Heroes""

Van Lodger (1979)
- "Look Back in Anger"

Van Scary Monsters (and Super Creeps) (1980)
- "Scary Monsters (and Super Creeps)"
- "Teenage Wildlife"

Van Tin Machine II (1991)
- "Baby Universal"

Van Black Tie White Noise (1993)
- "Jump They Say"

Van 1. Outside (1995)
- "Outside"
- "The Hearts Filthy Lesson"
- "A Small Plot of Land"
- "Hallo Spaceboy"
- "The Motel"
- "I Have Not Been to Oxford Town"
- "The Voyeur of Utter Destruction (as Beauty)"
- "We Prick You"
- "Strangers When We Meet"

Van Earthling (1997)
- "Little Wonder"
- "Seven Years in Tibet"
- "Telling Lies"

Overige nummers
- "All the Young Dudes" (oorspronkelijk van Mott the Hoople)
- "Lust for Life" (oorspronkelijk van Iggy Pop)
- "My Death" (oorspronkelijk van Jacques Brel)
- "Under Pressure" (duet van Bowie met Queen uit 1981)
- "White Light/White Heat" (oorspronkelijk van The Velvet Underground)